# کندر (گیاه)

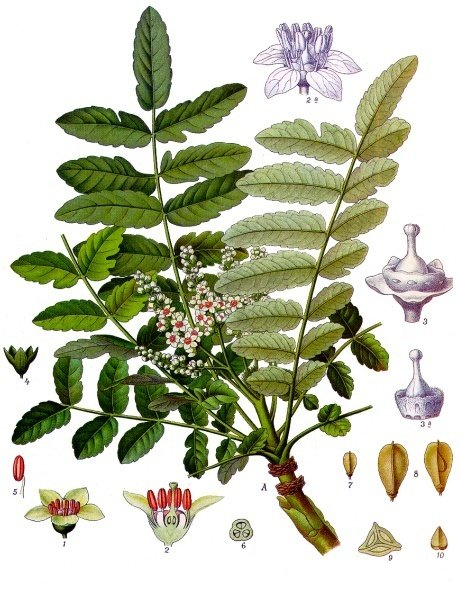
گیاه کندر

کُندُر (Olibanum) گیاهی دارویی از راسته افراسانان (Sapindales) است.
یکی از مزایای آن تقویت حافظه بوده و از شیره آن هم به عنوان خوشبوکننده استفاده‌می‌شود. شیره کندر را معمولاً با اسپنددانه می‌جوشانند و مصرف می‌کنند.
نام علمی این گیاه Boswellia thurifera یا B. sacra و همچنین B. carterii است. طعم این عصاره تلخ است.
به خاطر گرمی زیاد این گیاه خوردن مسقیم آن توصیه نمی شود. در صورت استفاده زیاد از این روش دندان ها دچار پوسیدگی می گردد و به لثه آسیب جدی وارد خواهد شد.

## کاربردهای پزشکی و دارویی
میوهٔ این گیاه را (که پوسته‌ای چرب دارد و به اندازهٔ یک نخود است) خام می‌خورند. همچنین در فارس میوه آن را می‌کوبند و غذایی به نام او بنه (آب بنه) از آن به‌دست می‌آورند. میوهٔ نرسیده و خام آن را بنوشکه گویند که نوعی ترشی به همان نام از آن درست می‌کنند و با دانه‌های رسیدهٔ آن بنه شور درست می‌کنند که نوعی تنقلات است. همچنین، کندر پس از جوشاندن به ماده‌ای به نام سقز تبدیل می‌شود که مانند آدامس حالت ارتجاعی دارد، با این تفاوت که سقز بعد از فرودادن هضم می‌شود. طبق تحقیقات جدید تأثیر خوبی بر التهاب روده دارد.
کندر و افزایش ضریب هوشی فرزندان
بین کارشناسان طب سنتی باوری وجود دارد که مصرف کندر توسط مادران باردار موجب افزایش هوش و ضریب هوشی جنین و کودک آینده آن‌ها می‌شود. اما طبق تحقیقات پزشکی مادران باردار باید مراقب باشند که مصرف کندر بیش از ۳ ماه موجب بیش‌فعالی کودک آن‌ها شده و این مسئله در آینده آن‌ها را با مشکل روبه‌رو می‌کند. از این‌ رو برای افزایش میزان هوش و تقویت حافظه نوزاد خوردن یک ماه کندر کفایت می‌کند و این‌ یک ماه باید بعد از ۴ ماهگی جنین صورت گیرد.

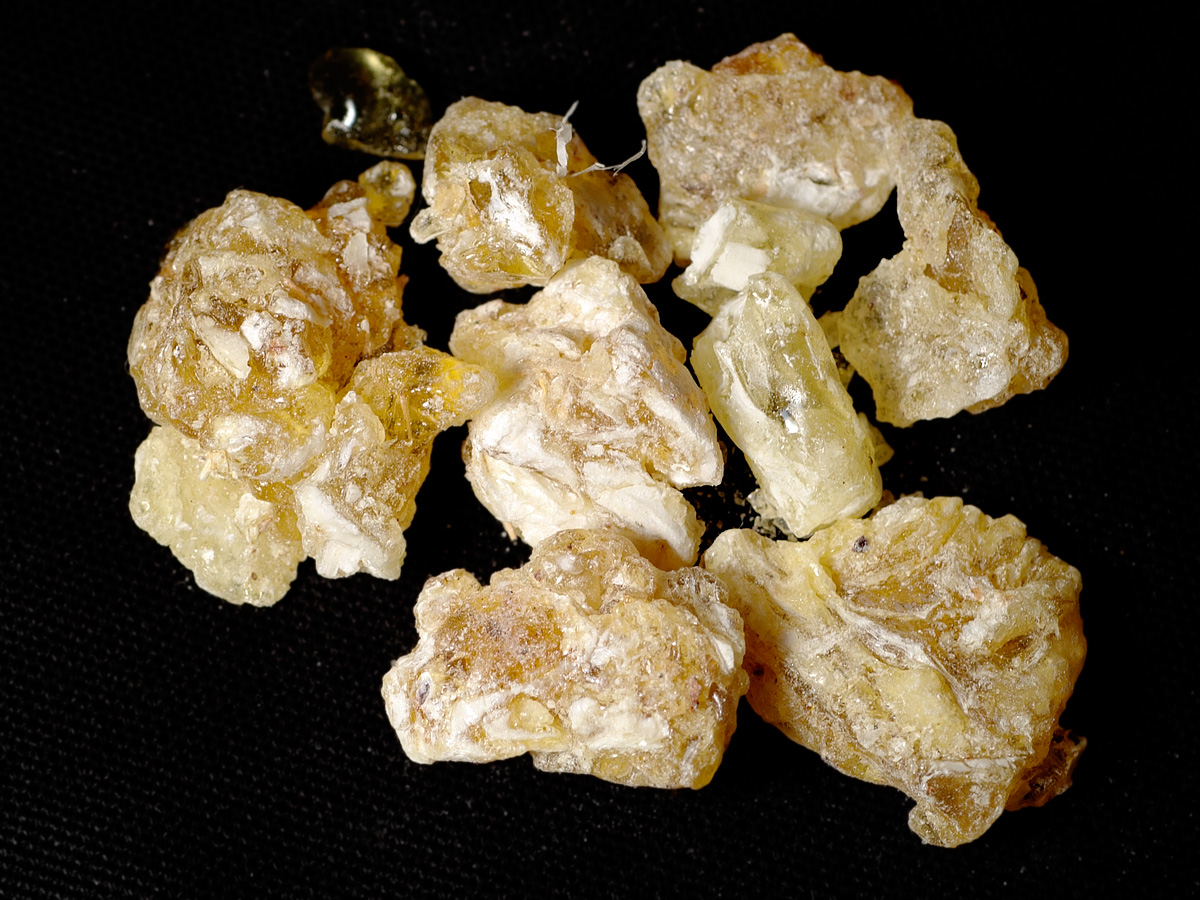
صمغ کُندُر یَمَنی

## نگارخانه

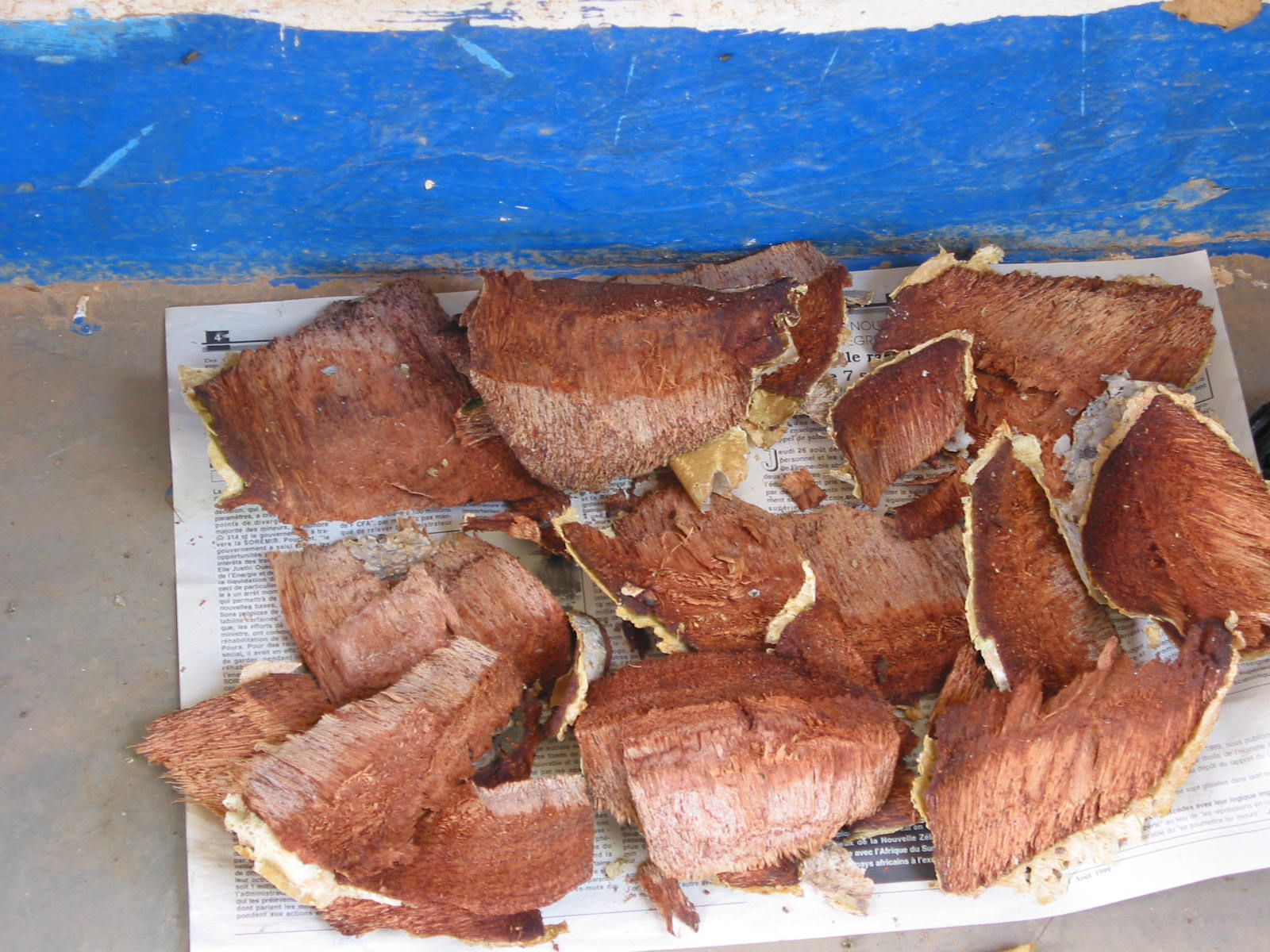